# 1. center za usposabljanje (Vojska Srbije)
1. center za usposabljanje  je vojaško-šolska ustanova, ki deluje v okviru Poveljstva za usposabljanje Oboroženih sil Srbije.

## Zgodovina
Center je bil ustanovljen 13. novembra 2006 in zagotavlja osnovno usposabljanje.

## Sestava
- Poveljstvo
- Poveljniška četa
- Učni bataljon